# Фелна
Фелна (или наплатак) је део точка код возила на који се монтира спољни омотач који је од неког мекшег материјала нпр. гуме. Због великих притисака које трпи неопходно је да буде од тврђег и издржљивог материјала. Још у 1. веку пре нове ере, постојале су дрвене фелне са металним омотачем на кочијама.

## Карактеристике
Основне карактеристике фелни су:
- Пречник: растојање између осовине и спољне ивице фелне. Ово је једна од битних особина за возило па тако је и битно да фелне буду одговарајућег пречника
- Ширина: још један од основних параметара. Поред тога што је карактеристика возила, битна је и због омота (гуме) која окружује фелну.
- Тип: овде се могу поделити на једноделне и вешеделне фелне. Једноделне фелне су из једног комада због великих притисака које трпи, чиме се добија на чврстини. С обзиром да се најчешће праве од неке легуре онда се лију у једном комаду или резбаре из једног одливка. Вишеделне фелне се најчешће користе код теретних возила. У прошлости су дрвене фелне биле сачињене од више дрвених делова. Такође фелне за бициклу се састоје од више металних делова.
- Конструкција: постоје фелне са спуштеним центром и полуспуштеним центром. Прва врста се користи код лаких путничких возила, док је друга врста више примењиваана код теретних возила.
- Материјал: Фелне могу да се праве од великог броја различитих материјала као што су: дрво, челик (ливењем, пресовањем или од жице), алуминијума (ливењем, ковањем или пресовањем), магнезијума, титанијума, угљеничних влакана или разним комбинацијама претходних материјала и поступака.[1]

## Занимљивости
Због могућности за фином обрадом фелне су добиле и декоративна својства. Челичне фелне са нешто "ружнијим" изгледом се прекривају раткапнама одговарајућег дизајна. Раткапне су обично прављене од јефтиније пластике која се лако обликује. Док фелне које се праве од бољих материјала се у обради усавршавају како би изгледом задовољавале кориснике. Фелне се чак украшавају племенитим металима па чак и драгим камењем. Тако цена фелни може вишеструко да подигне цену самог аутомобила.